# Jüdischer Friedhof (Přistoupim)
Koordinaten: 50° 3′ 24,3″ N, 14° 52′ 38,3″ O

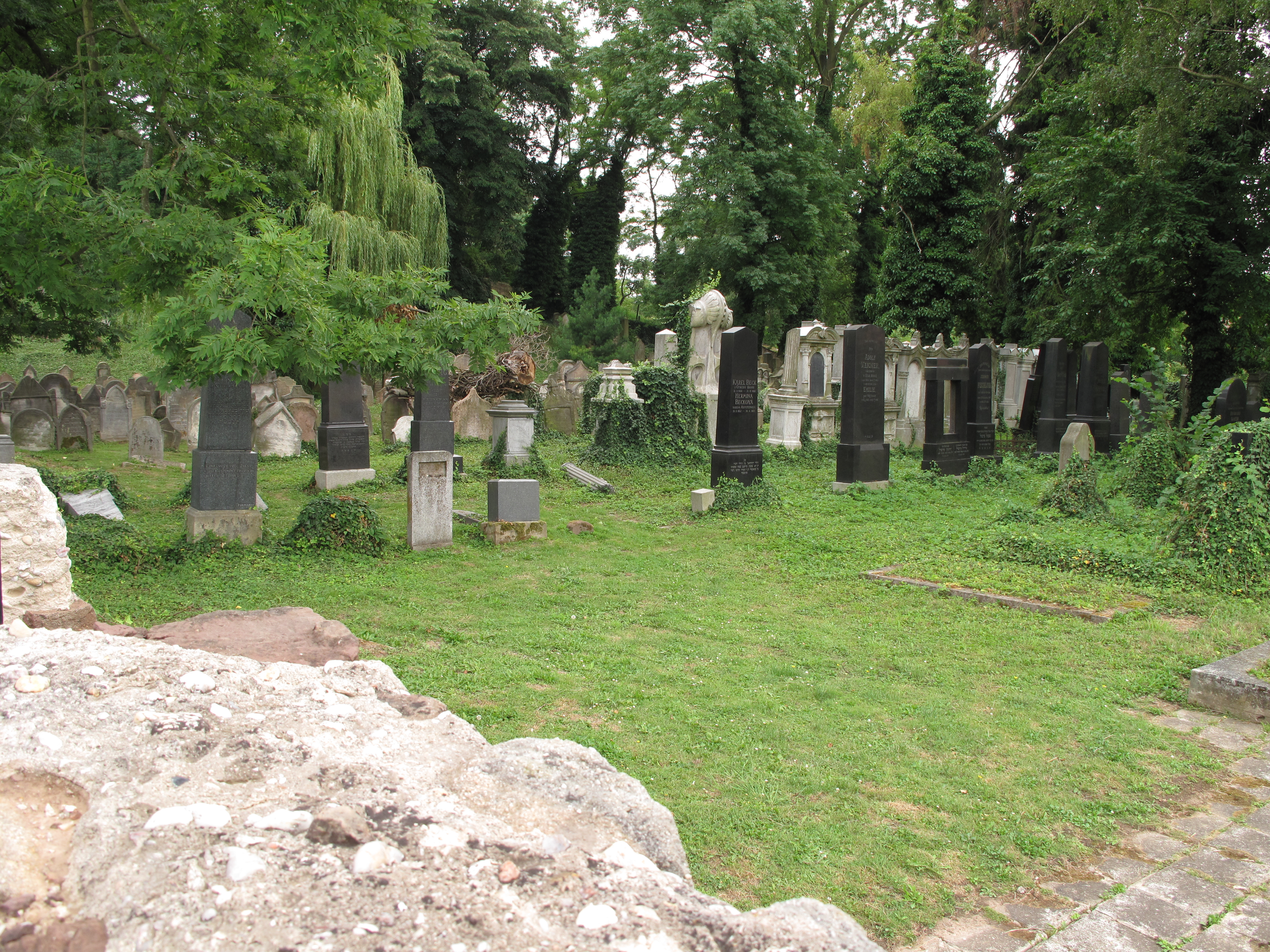
Jüdischer Friedhof in Přistoupim

Der Jüdische Friedhof in Přistoupim,  einer tschechischen Gemeinde im Okres Kolín der Mittelböhmischen Region, wurde um 1785 errichtet. Der jüdische Friedhof ist seit 1988 ein geschütztes Kulturdenkmal.
Auf dem Friedhof sind heute noch viele Grabsteine erhalten.